# Johimbin
Johimbin je alkaloid sa stimulantnim i afrodizijskim dejstvom koji se prirodno javlja u biljci Pausinystalia yohimbe. On se takođe prirodno javlja u Rauwolfia serpentina i Alchornea floribunda, zajedno sa nekoliko drugih alkaloida. Johimbin je korišten kao dijetarni suplement u obliku biljnog ekstrakta i kao lek na recepat u čistoj formi za tretman seksualne disfunkcije. Johimbin je izučavan kao lek za tip 2 dijabetes.

## Farmakologija
Johimbin ima visok afinitet za α2-adrenergički receptor, umereni afinitet za α1-adrenergički, 5-HT1A, 5-HT1B, 5-HT1D, 5-HT1F, 5-HT2B, i D2 receptore, i slab afinitet za 5-HT1E, 5-HT2A, 5-HT5A, 5-HT7, i D3 receptore. On deluje kao antagonist na α1-adrenergičkom, α2-adrenergičkom, 5-HT1B, 5-HT1D, 5-HT2A, 5-HT2B, i D2, i kao parcijalni agonist na 5-HT1A.

## Spoljašnje veze
|  | Molimo Vas, obratite pažnju na važno upozorenje u vezi sa temama iz oblasti medicine (zdravlja). |